# Andrei Nikolajewitsch Mironow (Journalist)

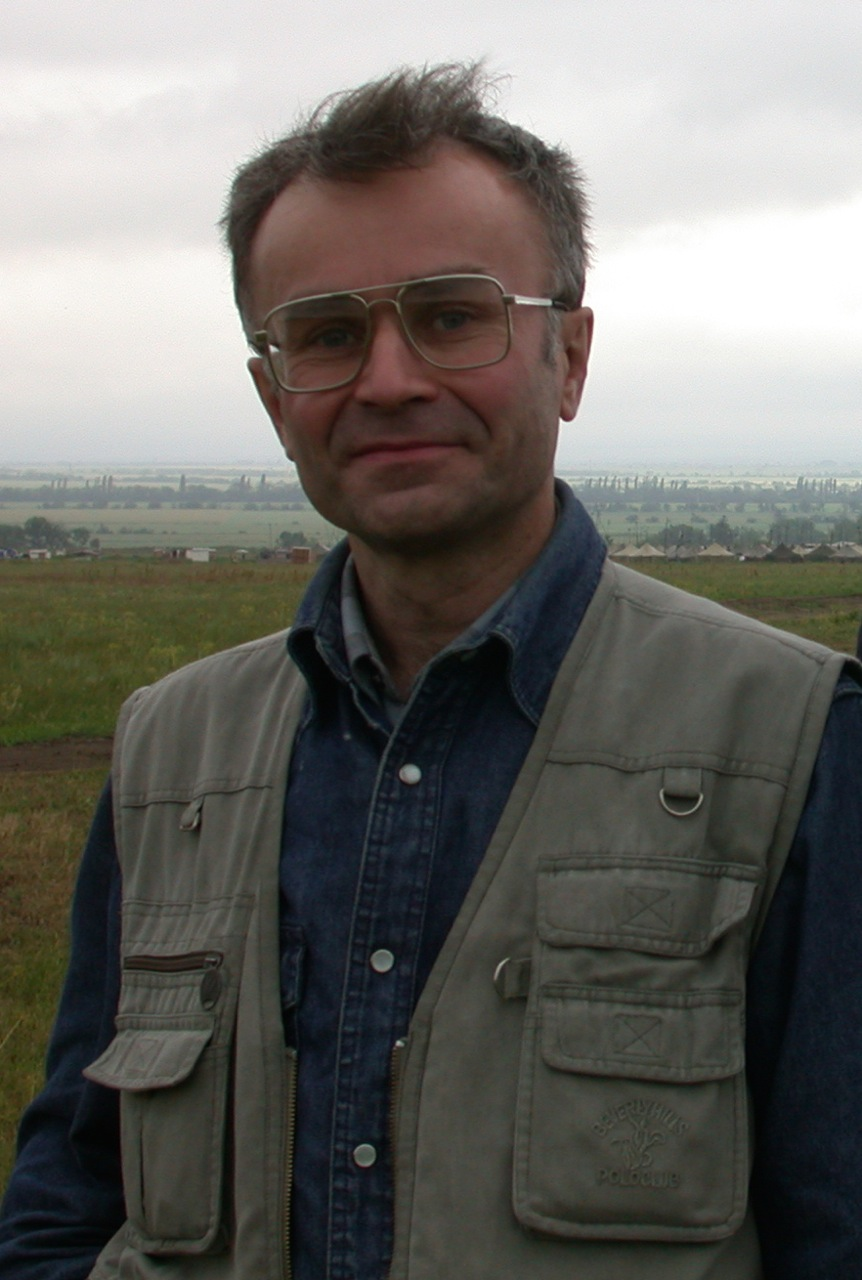
Andrei Mironow (2014)

Andrei Nikolajewitsch Mironow (russisch Андрей Николаевич Миронов; * 31. März 1954 in Irkutsk, Sowjetunion; † 24. Mai 2014 in Slowjansk, Ukraine) war ein russischer Journalist, Dissident und Menschenrechtsaktivist.

## Leben
Andrei Mironow wurde 1954 in Irkutsk als Sohn zweier Geophysiker geboren und verbrachte seine Kindheit in Sibirien und Weißrussland. Sein Studium am Moskauer Mendelejew-Institut für chemische Technologie brach er ab und engagierte sich in der Samisdat-Bewegung für die Verbreitung alternativer, nicht systemkonformer Literatur. 1985 wurde er wegen „antisowjetischer Aktivitäten“ verhaftet und schließlich zu einer vierjährigen Haftstrafe und drei weiteren Jahren im Exil verurteilt. Mironow wurde nach eigenen Aussagen in der Haft einer Scheinhinrichtung unterzogen und sollte gezwungen werden, einen Abschiedsbrief zu schreiben, um seinen Selbstmord fingieren zu können. 1987 wurde er im Zuge von Michail Gorbatschows Politik der Glasnost und Perestroika aus dem Gefängnis entlassen.
In den folgenden Jahren wirkte er als Menschenrechtsaktivist und unterstützte Häftlinge, die nach seiner Ansicht zu Unrecht inhaftiert wurden. Während des Ersten und Zweiten Tschetschenienkrieges half Mironow den zahlreichen tschetschenischen Kriegsflüchtlingen.
Mironow wurde gemeinsam mit dem italienischen Journalisten Andrea Rocchelli am 24. Mai 2014 bei Gefechten zwischen ukrainischen Streitkräften und prorussischen Kräften in Slowjansk getötet. Er hinterließ seine Mutter sowie zwei Brüder.